# Буцинский, Дмитрий Тимофеевич

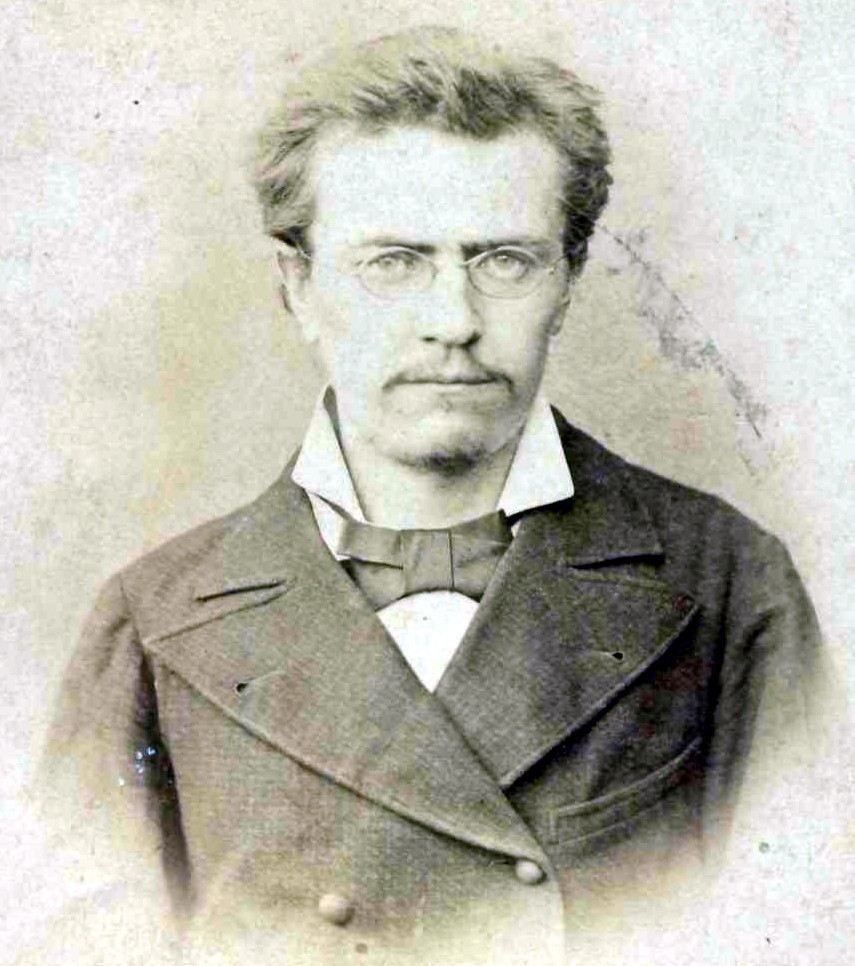
Дмитрий Тимофеевич Буцинский

Буцинский, Дмитрий Тимофеевич (9 февраля 1855, с. Гнездиловка, Фатежский уезд, Курская губерния — 16 июля 1891, г. Шлиссельбург, Санкт-Петербургская губерния) — революционер-народник.

## Биография
Родился в селе Гнездиловка (Фатежский уезд, Курская губерния) в семье священника. Учился в Курском духовном училище, после его окончания поступил в Белгородскую духовную семинарию, после которой учился на медицинском факультете Харьковского университета, откуда в 1878 году был исключён за участие в студенческих беспорядках. Организатор народнических кружков в Харькове, Киеве и Одессе, являлся членом молодёжного общества, организованного Елизаветой Ковальской. Участвовал в организации убийства Харьковского губернатора Дмитрия Кропоткина, после чего перешел на нелегальное положение.
В 1879 году прибыл в Киев и примкнул к революционной организации «Народная воля» и объединённому кругу народовольцев и чернопередельцев («Чёрный передел»). Там же наладил связи с тайными организациями Харькова и Одессы. 
Не считая терроризм правильным путем к переустройству государства, писал:

"Лично я и многие из молодежи здешней и других городов, с которыми мне приходилось встречаться, сознавали, что мы становимся на ложный путь, что такой способ действия не ведет к цели, но общее течение по этому пути было до того сильно, что повернуть на другой путь нет возможности, стать в сторону от движения считали за бесчестие.
...Я бы хотел мирного, но постепенного прогресса России, но я предпочитаю революционный переворот реакции... Молодежь не жалеет, что она должна доставлять столько жертв; она убеждена, что эти жертвы скоро или нет принесут счастье России... Мое единственное желание — видеть Россию вышедшей из настоящего положения или умереть." 
В 1880 году был арестован и в июле того же года по приговору Киевского окружного суда приговорён к ссылке на каторжные работы на 20 лет с последующим пожизненным поселением в Сибири. В феврале 1882 года прибыл на Кару, но уже в июле за столкновения с администрацией отправлен в Санкт-Петербург (Петропавловская крепость). В августе 1884 году был перевезён в Шлиссельбургскую крепость, где после 7 лет пребывания умер «от острого отёка лёгких».